# Glogovac (Koprivnički Bregi)
Glogovac falu Horvátországban Kapronca-Kőrös megyében. Közigazgatásilag Koprivnički Bregihez tartozik.

## Fekvése
Kaproncától 6 km-re délkeletre, községközpontjától 4  km-re délnyugatra a Bilo-hegység északi lejtőin a drávamenti főút mellett  fekszik.

## Története
A falu a 17. században a kaproncai kapitánysághoz tartozott, ekkor még "Glogov Zdenac" volt a neve.
A glogovaci bányászati társaságot 1869-ben alapították és 1874-ben nyert koncessziót az itteni lignit kitermelésére. A bánya 1965-ig működött. Az itteni gyerekek 1893-ig a szomszédos Koprivnički Bregire jártak iskolába, ekkor nyílt meg a település saját iskolája, mely később négy osztályosra bővült.
1857-ben 202, 1910-ben 399 lakosa volt. Trianonig Belovár-Kőrös vármegye Kaproncai járásához tartozott. A falu önkéntes tűzoltó egyletét 1931-ben alapították. 2001-ben 915 lakosa volt.

## Nevezetességei
A Sarlós Boldogasszony tiszteletére szentelt római katolikus temploma 1939 és 1948 között épült, a koprivnički bregi plébániához tartozik.
Szent György tiszteletére szentelt ortodox kápolnája a falu szélén, a temetőben egy enyhe dombon található. Egyhajós, téglalap alaprajzú épület, a hajóval azonos szélességű, sokszög záródású szentéllyel és a főhomlokzat feletti harangtoronnyal. Nyeregtetejét cserép, míg a harangtornyot piramis alakú ónsapka borítja. A hajó tere csehsüvegboltozatos. A 18. és 19. század fordulóján készített értékes ikonosztáz mellett a templom berendezésének nagy részét is megőrizték, beleértve a fapadokat, ikonokat és egy csillárt. A kápolnát a barokk hagyományok szerint építették a 18. század közepén, melyet a 19. század végén restauráltak.

## Kultúra
- A falu nőegylete 1978-ban alakult hagyományőrző céllal. Eredetileg hatvan taggal alakult, ma 23 lelkes tagja van, akik főként a falu rendezvényein vesznek részt, de már külföldön is képviselték a települést.
- A glogovaci bányász kulturegyesület 2001-ben alakult a falu kulturális és művészeti életének megújítására. Az egyesületnek népi együttese, tambura zenekara és színjátszó csoportja is van. Számos fellépésük volt már országszerte, de Szlovéniában és Magyarországon is.

## Külső hivatkozások
- Kporivnički Bregi hivatalos oldala
- Horvát történelmi portál – A Drávamente a 17. században